# Percy (film, 2020)
Pour les articles homonymes, voir Percy.
Pour plus de détails, voir Fiche technique et Distribution.
Percy est un film biographique canadien co-produit et réalisé par Clark Johnson, sorti en 2020.
Le film suit Percy Schmeiser, agriculteur d'une petite ville de la Saskatchewan (Canada), âgé de 70 ans, qui s'attaque à une entreprise géante après que leurs OGM avaient interféré avec ses cultures.
Il est sélectionné et présenté en avant-première au Festival de cinéma de la ville de Québec, le 16 septembre 2020.

## Synopsis
Percy Schmeiser est un agriculteur poursuivi par Monsanto pour avoir prétendument utilisé des semences brevetées de canola (colza). Avec peu de ressources pour mener la bataille juridique et dénonçant leur pratique commerciale, il devient le représentant de milliers d'agriculteurs qui mènent le même combat au Canada et ailleurs, notamment en Inde.

## Fiche technique
Sauf indication contraire, les informations mentionnées dans cette section peuvent être confirmées par la base de données cinématographiques IMDb,  présente dans la section « Liens externes ».
- Titre original : Percy
- Titre français : L'Affaire Percy : Un homme face à la corruption (vidéo à la demande)
- Réalisation : Clark Johnson
- Scénario : Hilary Pryor et Garfield Lindsay Miller, d'après l'histoire de Maureen Dorey et Deborah Wilton
- Musique : Steven MacKinnon
- Direction artistique : Scott Layton
- Costumes : Sandra Soke
- Photographie : Luc Montpellier
- Montage : Geoff Ashenhurst, Maureen Grant et Susan Maggi
- Production : Daniel Bekerman, Ian Dimerman, Ethan Lazar, Garfield Lindsay Miller, Hilary Pryor et Brendon Sawatzky
- Production déléguée : Kellon Akeem, Hussain Amarshi, Todd Berger, Deepak Kumar Bhagat, Andrew Chang-Sang, Mark Gingras, Daniel L. Goldenberg, Beata Gutman, Mayur Hasija, John Hills, Kevin Hoiseth, Dwight Howard, Clark Johnson, Ryan Krivoshey, John Laing, Andy Marks, Saul Miller, Alex Ordanis, William G. Santor, Matthew Shreder, Yandy Smith-Harris, Christopher Walken, Jonathan Wyman et Christopher Yurkovich
- Coproduction : Lauren Grant
- Sociétés de production : Scythia Films ; Deepak Kumar Films, Inferno Pictures Inc., Mansa Productions et May Street Productions (coproductions)
- Société de distribution : Mongrel Media
- Genre : Biopic et drame
- Durée : 99 minutes
- Dates de sortie :
  - Canada : 16 septembre 2020 (Festival de cinéma de la ville de Québec) ; 9 octobre 2020 (sortie limitée)
  - France : 22 octobre 2021 (vidéo à la demande)

## Distribution

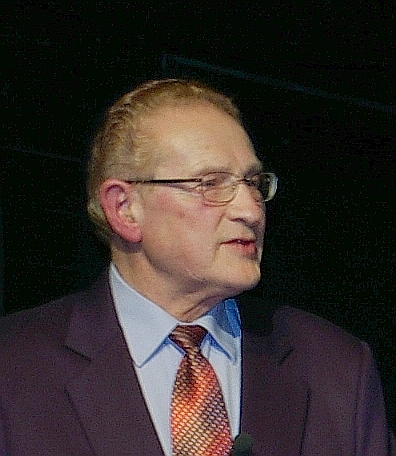
Percy Schmeiser, l'agriculteur Canadien, dont la biographie s'inspire.

- Christopher Walken (VQ : Jean-Luc Montminy) : Percy Schmeiser
- Roberta Maxwell (en) (VQ : Élise Bertrand) : Louise Schmeiser
- Zach Braff (VQ : Philippe Martin) : Jackson Weaver
- Christina Ricci (VQ : Catherine Proulx-Lemay) : Rebecca Salcau
- Adam Beach (VQ : Gilbert Lachance) : Alton Kelly
- Martin Donovan (VQ : Pierre Auger) : Rick Aarons
- Luke Kirby (VQ : Adrien Bletton) : Peter Schmeiser

 Source et légende : version québécoise (VQ) sur Doublage.qc.ca

## Production
Le tournage a lieu à Winnipeg, dans la province de Manitoba, en septembre 2018,.